# Внешняя политика Венесуэлы
Внешняя политика Венесуэлы — это общий курс Венесуэлы в международных делах. Внешняя политика регулирует отношения Венесуэлы с другими государствами. Реализацией этой политики занимается министерство иностранных дел Венесуэлы.

## История
Бывший президент Венесуэлы Луис Эррера Кампинс считал, что внешняя политика страны должна строиться исходя из экономических возможностей страны, которая является экспортером нефти, а также исходя из демократического строя страны и географического положения. В 1958 году в Венесуэле установилась демократическая форма правления и венесуэльские политики во внешней политике руководствовались принципами соблюдения прав человека, права народов на самоопределение, мирное сосуществования, права народов на мир и безопасность, поддержки антиколониальных движений и стимулированию роста цен на нефть. На протяжении всей своей истории внешняя политика Венесуэлы основным образом базировалась на идее Симона Боливара о развитии политической и экономической интеграции стран Южной Америки. Венесуэла активно участвует в деятельности Организации Объединённых Наций и ОПЕК, Организации американских государств, Латиноамериканской ассоциации интеграции, а также в других международных организациях.
Первые два президента Венесуэлы с наступлением демократической эпохи, Ромуло Бетанкур и Рауль Леони, последовательно отстаивали демократические интересы страны, боролись с проявлением экстремизма со стороны радикальных группировок внутри страны, а также принимали меры по защите страны от возможной иностранной интервенции. Венесуэльские президенты Бетанкур и Леони занимали жесткую позицию по отношению к политике Кубы, а также по отношению к президенту Доминиканской Республики Рафаэлю Трухильо, который даже пытался организовать заказное убийство Ромуло Бетанкура. В результате Венесуэла отказалась поддерживать дипломатические отношения с правительствами стран, пришедшими к власти в результате военных переворотов. В конце 1960-х и начале 1970-х годов Венесуэла смягчила свои позицию, что позволило восстановить дипломатические отношения с Аргентиной, Панамой, Перу и большинством коммунистических стран. В декабре 1974 года президент Венесуэлы Рафаэль Кальдера объявил о нормализации отношений с Кубой.
С конца 1980-х годов Венесуэла поддерживала отношения с Советским Союзом и странами Восточной Европы. У Венесуэлы также были ровные отношения со странами Западной Европы и Соединенными Штатами Америки. В 2010-е годы правительство Венесуэлы национализировало средства массовой информации, стали появляться политические заключенные. В США крайне негативно восприняли эту политику венесуэльских властей и стали оказывать давление на эту страну. Президент Венесуэлы Уго Чавес декларировал, что проводит политику по созданию многополярного мира и стремится покончить с гегемонией США.
В апреле 2006 года Уго Чавес объявил о выводе Венесуэлы из Андского сообщества, а в июле 2006 года страна присоединилась к торговому блоку Меркосур. Правительство Венесуэлы установило тесные отношения с Кубой, а также с Северной Кореей, Белоруссией и Сирией. Венесуэла также начала укреплять экономические, политические и военные связи с Россией и Китаем. 27 апреля 2017 года министр иностранных дел Венесуэлы объявил, что страна начала процесс выхода из Организации американских государств в связи со вмешательством этой организации во внутренние дела страны.

## Отношения с Гайаной: территориальные претензии
В конце XIX века Венесуэла объявила о своих претензиях на территорию Британской Гвианы западнее реки Эссекибо — после того, как там были обнаружены залежи золота и алмазов. Международный арбитражный трибунал в 1899 решил спор в пользу Британии, Венесуэле был передан лишь небольшой участок на северо-западе Британской Гвианы.
С 1962 г., за 4 года до получения Гайаной независимости от Великобритании, Венесуэла вновь стала требовать территории западнее реки Эссекибо. Эти претензии повторялись всеми президентами Венесуэлы, в том числе Уго Чавесом.
В 1966 году в Женеве была создана специальная комиссия для разрешения территориального спора. В 1970 году президент Венесуэлы Рафаэль Кальдера согласился наложить мораторий на этот вопрос сроком на 12 лет. 
В марте 1983 года вопрос о территориальном споре был передан на рассмотрение в ООН. 

В 1990-х годах отношения между странами несколько улучшились, состоялись переговоры между министрами иностранных дел, в ходе которых они обсудили сохраняющийся территориальный вопрос, а также о налаживании более тесного сотрудничества в  энергетике и здравоохранении. 
Сейчас Венесуэла претендует на всю территорию к западу от реки Эссекибо площадью около 160 тыс. км², что составляет более половины (почти три четверти) нынешнего размера Гайаны. 

## Отношения с Ираном
В 1999 года президентом Венесуэлы стал Уго Чавес установил тесные связи с правительством Ирана, в частности в области производства энергии, экономического и промышленного сотрудничества; в 2001 году Чавес осуществил первый государственный визит в Иран. 
Президент Ирана Махмуд Ахмадинежад (2005—2013) и Уго Чавес называли себя противниками Американского империализма, они стали налаживать союзнические отношения между странами.
В июле 2006 года Уго Чавес совершил двухдневный визит в Иран, в рамках поддрежки союзника. В июле 2007 президенты двух стран объявили «ось единства» против «империализма США». В октябре 2008 министр иностранных дел Венесуэлы Николас Мадуро провёл в Тегеране встречу с Махмудом Ахмадинежадом.

## Отношения с Колумбией
Отношения между странами остаются напряженными в течение последней половины XX века. Каракас и Богота были вовлечены в долгий спор относительно суверенитета над водами Венесуэльского залива. В августе 1988 года между странами произошёл конфликт из-за колумбийского судна вошедшего в венесуэльские территориальные воды, но обе страны смогли избежать вооружённого конфликта. В марте 1989 года президенты двух стран встретились на границе, чтобы обсудить этот и другие спорные вопросы. 

## Дипломатические отношения с Панамой
В 2014 году Николас Мадуро объявил о разрыве дипотношений с Панамой.

## Отношения с США
В 1830 году Венесуэла вышла из федерации с Колумбией, а в 1835 году Соединенные Штаты установили дипломатические отношения с Венесуэлой. Американо-венесуэльские отношения стали напряжёнными в последние годы, хотя обе страны договорились в 2009 году на саммите искать пути на возобновление прежних отношений на основе взаимных интересов. Президент Венесуэлы Уго Чавес определил себя в качестве оппозиции к политике США, критикуя их отношение к Латинской Америке. Чавес занимает должность президента с 1999 года и был переизбран на третий срок 7 октября 2012 года. В его видение «Социализма 21-го века» не входит создание дружеских отношений со Штатами. 27 декабря 2010 года венесуэльскому послу в Соединенных Штатах было отказано в визе после того, как президент Венесуэлы отозвал своё согласие на назначение американского посла в Каракас. Несмотря на напряжённость в отношениях, обе страны имеют ограниченный объём двустороннего сотрудничества, борются с наркотиками, правительство США продолжает стремиться к налаживанию конструктивного взаимодействия с правительством Венесуэлы, сосредоточив внимание на областях, представляющих взаимный интерес. Примерами таких совпадающих интересов являются борьба с наркотиками, борьба с терроризмом, торговля и энергетика.

## Отношения с Россией
Активное сотрудничество по добыче нефти («Роснефть» вложила в нефтедобычу в Венесуэле милларды долларов).
Активное военное сотрудничество: поставки вооружения и техники, выделение кредитов на её приобретение (Венесуэла — один из крупнейших покупателей российской военной техники). Визиты российской авиации; совместные учения.
Поддержка правящего режима (Чавес, Мадуро) на международной арене.

## Отношения с Белоруссией
Соглашение об установлении отношений было подписано еще в 1997 году, но белорусское посольство открылось в Венесуэле только в 2007 году. После этого двусторонняя торговля многократно возросла, в Венесуэле были созданы совместные белорусско-венесуэльские предприятия.
В 2010-е годы в Венесуэле были построены совместные предприятия (напр. тракторный завод (2012), завод по сборке белорусской дорожно-строительной техники (2015)). Также, строительство белорусами социального жилья.

## Отношения с Китаем
Китай находится  на третьем  месте (после США и Индии) по экспорту из Венесуэлы (15,7 %) и  на втором месте по импорту (21,4 %).